# Дорожні історії
«Дорожні історії» — книжкова серія редакції Міли Іванцової, видавництва КМ-Букс, заснована в 2016 році. Серія включає твори сучасних українських письменників.

## Особливість серії
«Дорожні історії» — це серія збірок малої прози.

Письменниця, упорядник та одна з авторок збірок Міла Іванцова так висловлювалась про збірки: 
| Автори збірок — люди різного віку, статі і життєвого досвіду — щедро діляться з читачами своїми творами на дану тему, без обмежень у жанрі та обсязі творів розповідаючи правдиві чи вигадані історії, смішні, сумні та геть нереальні. Але направду всі ці історії зовсім не про залізних друзів, а про нас із вами — про живих людей із нашими проблемами, переживаннями, прагненнями, коханням, розчаруваннями, втратами, але з вірою в те, що все буде добре. |
Серед авторів збірок є як маловідомі так і відомі українські автори, лауреати ряду літературних конкурсів як то Галина Вдовиченко (перша премія у номінації романи на "Коронація слова — 2009"), В'ячеслав Васильченко (дипломант "Коронація слова — 2012", спеціальна відзнака "Коронація слова — 2013"), Дара Корній (лауреатка "Коронація слова — 2010, лауреатка премії Кабінету міністрів України ім. Лесі Українки"), Оксана Кришталева (лауреатка літературної премія імені Ірини Вільде (2014)), Любов Відута (спецвідзнака "Коронація слова — 2017", володарка відзнаки "Золоті письменники України" (2021)) та інші

## Збірки серії

### «Аеропорт і…»
Книга 1. — 2016 р.
Збірка оповідань сімнадцяти українських авторів, об’єднаних темою аеропортів, польотів, подорожей літаком. Слоган збірки – «Книга для тих, хто (не) боїться літати». Наші автори письменники, перекладачі, журналісти, художники, лікарі і навіть авіатори – щедро діляться з читачами своїми думками й уявленнями на цю тему.
Автори збірки: Ніна Бурневич, Галина Ів, Олег Поляков, Галина Вдовиченко, Зоя Казанжи, Олександр Заболотний, Олег Виноградов, Міла Іванцова, Юлія Смаль, Володимир Екзюперюк, Костянтин Кошелєв, Наталя Іваничук, Віталій Квітка, Олександр Кириченко, Світлана Дідух-Романенко, Дмитро Лазуткін, В'ячеслав Васильченко.

### «Залізниці-потяги-вокзали»
Книга 2. — 2016 р.
Збірка оповідань сімнадцяти талановитих сучасних авторів. Сюжети всіх оповідок об’єднані темою, яка стала назвою книжки. Книга для тих, хто (не) боїться подорожувати.
Автори збірки: Світлана Дідух-Романенко, Дара Корній, Людмила Таран, Анжеліка Рудницька, Євгенія Пірог, Ольга Деркачова, Світлана Талан, Галина Ів, Тетяна Белімова, Міла Іванцова, Юрій Симонов, Ірина Власенко, Юлія Джугастрянська, Віталій Квітка, Наталія Гук, Наталка Ліщинська, Аліна Акуленко.

### «Автомобілі, автомобілі…»
Книга 3. — 2017.
Збірка оповідань чотирнадцяти українських авторів, об’єднані автомобільною тематикою, пригодами, подорожами, історіями, мріями та всім, із цим пов’язаним. Книга для тих, хто (не) вірить, що автівки живі.
Автори збірки: Яна Дубинянська, Анжеліка Рудницька, Людмила Тарангул, Міла Іванцова, В'ячеслав Васильченко, Наталія Гук, Костянтин Кошелєв, Любов Жванко, Остап Соколюк, Оксана Кришталева, Марина Смагіна, Анжела Левченко, Марина Сідаш, Віктор Цвіліховський

### «Заведи мотоцикл!»
Книга 4. — 2017 р.
Збірка оповідань п’ятнадцяти українських авторів об’єднані темою мотоциклів, пригодами, подорожами, історіями, зустрічами, мріями, радощами, розчаруваннями, коханням та вітром в лице. Книга для тих, хто (не) боїться вітру в лице.
Автори збірки: Леся Олендій, Анна Багряна, В'ячеслав Васильченко, Ірина Власенко, Любов Загоровська, Наталка Ліщинська, Наталія Гук, Олег Виноградов, Юрій Симонов, Тетяна Череп-Пероганич, Олександр Мєшайкін, Андрій Гнітецький, Ема Ільм, Людмила Кобичева, Ігор Стожар.

### «Їде маршрутка…»
Книга 5. — 2017 р.
Книга для тих, хто (не) симпатизує маршруткам. Збірка оповідань, де сюжети так чи інакше торкаються міських чи приміських маршруток. У збірці – двадцять п’ять оповідань від двадцяти п’яти авторів.

Автори збірки: Любов Жванко, Остап Соколюк, Людмила Ремез, Ірина Власенко, Наталія Дев'ятко, Анжела Левченко, В'ячеслав Васильченко, Оксамитка Блажевська, Олег Поляков, Олександр Яворський, Любов Відута, Олег Бакулін, Наталка Ліщинська. Маргарита Шевернога, Віктор Цвіліховський, Тала Владмирова, Валерій і Наталя Лапікури, Надія Симчич, Ганна Корчинська, Олександр Лоуренс і Ема Ільм, Марина Смагіна, Тетяна Овдійчук, Елен Тен, Оксана Малаш, Олег Сілін.

### «Велосипед мого серця»
Книга 6. — 2017 р.
Книга для тих, хто (не) любить велосипед. Збірка оповідань двадцяти одного українського автора, об’єднані велосипедною тематикою, мандрами, незвичайними історіями, підкоренням кілометрів та падіннями, а також мріями про нові пригоди.
Автори збірки: Аліна Акуленко, Ярина Каторож, Василь Тибель, Лора Підгірна, Андрій Гнітецький, Галина Ів, Олег Виноградов, Ольга Деркачова, Наталка Ліщинська, Людмила Таран, Віктор Цвіліховський, Світлана Дідух-Романенко, Юрій Логвин, Оксана Лозова, Ема Ільм, Сашко Сівченко, Олександр Мєшайкін, Анна Багряна, Ірина Бондаренко, Олена Лінова, Женя До.

### «Підземне царство метро»
Книга 7. — 2017 р.
Книга для тих, хто (не) боїться підземки. Збірка оповідань двадцяти одного українського автора, об’єднані темою метро, реальні та вигадані історії, смішні й сумні, про тутешнє чи закордонне.
Автори збірки: Олександра Орлова, Олена Ящук-Коде, Артур Закордонець, Ігор Жук, Ольга Деркачова, Юрій Логвин, Віктор Цвіліховський, Тетяна Череп-Пероганич, Сергій Сокольник, Женя До, Любов Відута, Ірина Власенко, Міла Іванцова, Олег Виноградов, Наталя Гук, Тетяна Белімова, Олег Сілін, Леся Олендій, Аліна Акуленко, Олена Лінова, Лора Підгірна.